# Михаил Шуфутински
Михаил Захарович Шуфутински (рус. Михаил Захарович Шуфутинский; Москва, 13. април 1948) совјетски, амерички и руски је певач, шансоњер, пијаниста и музички продуцент. Заслужни уметник Руске Федерације (2013).